# Воздушный автоматический выключатель
Воздушный автоматический выключатель (силовой автоматический выключатель, автоматический выключатель) — электрический аппарат, который способен включать, проводить и отключать электрический ток. Автоматическое отключение электрической цепи происходит при перегрузках и коротком замыкании. Отключение токов перегрузки и короткого замыкания автоматическим выключателем должно производиться в соответствии с заданными времятоковыми характеристиками.
Современный автоматический выключатель (автомат) должен отвечать, прежде всего, двум требованиям: надежно защищать электроприемники в аварийных режимах от короткого замыкания и перегрузки, а также быть удобным и безопасным в эксплуатации на протяжении всего срока службы. Эти требования также учитывают специфику применения отдельного взятого выключателя, такую, как частота переключений, повышенные требования к виброустойчивости, свободному пространственному положению, агрессивная внешняя среда, ускоряющая коррозию металла, а также влияние температуры и влажности окружающей среды.
Надежная работа автоматического выключателя по предотвращению коротких замыканий и перегрузок увеличивает срок службы электроприемников за счёт ограничения тепловых и электродинамических воздействий на них, а также предотвращает технологические потери, которые могут быть вызваны перерывом электроснабжения, что, в свою очередь может нанести косвенный ущерб, в том числе репутационный.

### Стандарты
В России выключатели должны соответствовать ГОСТ Р 50345-99, ГОСТ Р МЭК 60898-2-2006, ГОСТ Р 50030.2-99 и Технический регламент о требованиях пожарной безопасности ФЗ № 123 от 22.07.2008 г. В Европе определения и требования к выключателям описываются в стандарте IEC60947-1 и IEC60947-2 (VDE 0660). В Японии действует стандарт JIS C 8201-2-1, в США стандарт ANSI C37.13.
В соответствии с российскими требованиями к автоматам также предъявляются следующие требования:
1. Токоведущая цепь автомата должны пропускать номинальный ток в течение сколь угодно длительного времени.
2. Автомат должен обеспечивать многократное отключение предельных токов КЗ, достигающие сотен килоампер. После отключения этих токов автомат должен быть пригоден для длительного пропускания номинального тока.
3. Для обеспечения электродинамической и термической стойкости электроустановок, уменьшения разрушений и других последствий, вызываемых токам КЗ, автоматы должны иметь малое время отключения.
4. С целью уменьшения габаритных размеров НКУ и повышения безопасности обслуживания необходима минимальная зона выхлопа нагретых и ионизированных газов в процессе гашения дуги. Необходимо также уменьшение габаритных размеров самого выключателя.
5. Элементы защиты выключателя (электронный расцепитель) должны обеспечивать необходимые токи и времена срабатывания и селективность, для этого они имеют регулировку тока и времени срабатывания.

## Классификация автоматических выключателей
Одними из основных критериев классификации автоматических выключателей являются:
1. конструкция: открытое воздушное (АСВ) или компактное в литом корпусе (МССВ) исполнения,
2. размещение: в распределительном устройстве, стационарное или выкатное расположение,
3. принцип гашения дуги: с токоограничением и без токоограничения.

Ниже эти характеристики разбираются более подробно.

### Типы конструкций автоматических выключателей
Компактное исполнение выключателей (автоматические выключатели в литом корпусе) подразумевает наличие изоляционного корпуса, в котором заключены все компоненты выключателя.
Такие выключатели могут быть ??? спроектированы до 3200 А и номинальным током отключения до 35 кА. Изоляционный корпус изготавливается из специальной термореактивной пластмассы, состав которой при воздействии дуги и открытого пламени не поддерживает горение.
Открытое исполнение выключателей (воздушные автоматические выключатели), как правило, имеет металлический корпус и размер много больше, чем выключатели в литом корпусе. Эти выключатели могут применяться в сетях ??? до 6300 А и номинальным током отключения к. з. до 135 кА.
Главным узлом автоматического выключателя является дугогасительная система, состоящая из силовых контактов и дугогасительной камеры. Варианты конструкции дугогасительных устройств:
- применение несколько пар силовых контактов на каждый полюс: основных и дугогасительных, включаемых параллельно: основные контакты, воспринимающие основную долю нагрузки во включённом состоянии (обычно состоят из металлов с хорошей проводимостью, например электротехническое чистое серебро) и дугогасительные контакты, разрывающие силовую цепь и воспринимающие действие дуги (напайки для дугогасительных контактов производятся из металлокерамики), в некоторых конструкциях автоматических выключателей имеются три пары силовых контактов на полюс: основные, промежуточные и дугогасительные (такое решение применяется, например, в некоторых моделях отечественных автоматических выключателях серии АВМ).
- применение дугогасительных камер с узкими щелями: в последнее время такая конструкция практически не применяется
- применение дугогасительных решёток
- применение силовых контактов совмещённого исполнения, одновременно выполняющие функции основных и дугогасительных контактов: например, использование эффекта перекатывания контактов (центральная часть состоит из материала с хорошей проводимостью, а верхние их части, т. н. «дугогасительные рога» — из дугостойкого материала
- применение силовых контактов с прямоходовой кинематической системой и двойным разрывом силовой цепи, преимущество данного варианта конструкции — достаточно высокое быстродействие и относительно простая кинематическая схема. Наиболее быстрое отключение токов короткого замыкания сегодня достигается в современных выключателях благодаря применению технологии «двойного разрыва».

Система двойного разрыва главных контактов гарантирует мгновенное отключение токов короткого замыкания и существенно уменьшает износ главных контактов. Симметричная внутренняя структура контактов, использующих технологию двойного разрыва, означает, что подвижный контакт будет изолирован от источника напряжения при изменении направления силового подключения. Система двойного разрыва главных контактов увеличивает срок эксплуатации автоматического выключателя, а электрический и механический ресурс циклов замыкания/размыкания контактов данного типа превышает требования стандарта МЭК 60947-2.
В выключателях серии TemPower2 вся энергия дуги рассеивается в специально разработанной дугогасительной камере двойного разрыва. С помощью такой конструкции удалось достичь того, чтобы вся энергия электрической дуги полностью рассеивалась внутри дугогасительной камеры, и ионизированная плазма не выходила за пределы автомата, тем самым не создавая опасности перекрытия, что позволяет свести расстояние между автоматом и любой заземленной металлической частью к нулю, а значит, уменьшить размеры и стоимость распределительного щита.
Применение разных систем дугогашения и охлаждения в выключателе разными производителями также приводит к отличиям в габаритах при одинаковых номинальных токах.
Автоматический выключатель в сборе, кроме того, укомплектовывается дополнительными элементами в соответствии с требованиями установки: дополнительными сигнальными блок-контактами, минимальными, независимым расцепителями, дистанционным приводом включения и др. Выкатное исполнение выключателя также содержит ответную часть — выкатное шасси с приспособлениями для выкатывания и фиксации, стационарное исполнение выключателей не содержит шасси. Разнообразие дополнительных элементов позволяет удовлетворить потребности заказчиков из разных отраслей народного хозяйства и промышленности.

### Принципы гашения дуги
Автоматические выключатели без токоограничения отключают переменный ток в момент его естественного прохождения через ноль. Размеры контактных поверхностей главных контактов выбираются по термической стойкости таким образом, чтобы иметь возможность пропустить весь установившийся ток КЗ. Все нижестоящие электроприемники и аппараты подбираются также в соответствии с этим условием.
Принцип гашения дуги с токоограничением заключается в ограничении токов короткого замыкания благодаря достижению создателями выключателя малого собственного времени отключения и быстрому расхождению главных контактов. К моменту расхождения главных контактов ток короткого замыкания не достигает установившегося значения за первый полупериод, такой автомат отключает ток КЗ значительно меньший. Для получения токоограничения в современных автоматах используются устройства, реагирующие не на ток, а на скорость его нарастания. Ограничение пикового значения токов КЗ значительно уменьшает стрессовое воздействие его на систему.
Сравнивая площади участков под данными кривыми, можно видеть снижение удельной энергии рассеивания в результате ограничивающего действия выключателя.

## Требования к современным автоматическим выключателям
Основные требования к конструкции автоматических выключателей (которые были сформулированы на основе опыта эксплуатации и современных образцах выключателей ведущих фирм, с существенно лучшими характеристиками, чем старые конструкции) для производителей и конструкторов автоматических выключателей, проектировщиков сетей электроснабжения и эксплуатационников.

### Требования производителей распределительных щитов
- малые размеры выключателей для установки в малогабаритные электротехнические шкафы;
- отсутствие необходимости в зазорах между выключателем и другим оборудованием;
- малое тепловыделение;
- контроль положения главных контактов;
- использование рабочей и защитной нейтрали (для пятипроводных цепей);
- замена во вторичных цепях выключателя и дополнительных элементов без отключения;
- одинаковый размер панели у всех выключателей данной серии.

### Требования конструкторов и проектировщиков
- времятоковые характеристики, соответствующие стандарту МЭК 60255-3;
- широкий ряд времятоковых характеристик с обратнозависимой выдержкой времени разной крутизны;
- защита от ограниченного и неограниченного короткого замыкания в одном реле;
- регулируемые по току и времени уставки защиты от перегрузки «L» (см. статью «Максимальная токовая защита»), регулируемые уставки по току и времени селективной токовой отсечки «S» и регулируемая уставка по току мгновенной токовой отсечки «I» (за рубежом: LSI-характеристики);
- защита, отслеживающая действующее (среднеквадртичное) значение тока;
- функция защиты от режима обратного направления мощности для применения в сетях с параллельной работой генераторов, трансформаторов и закольцованных сетей (характеристика типа S).

### Требования эксплуатационников
- электронный блок защиты (электронный расцепитель) с функцией самодиагностики отключающей катушки;
- наличие функции проверки электронного блока защиты (OCR) без необходимости отключения выключателя;
- контроль температуры главных контактов (дополнительная функция);
- диагностика аварийных отключений: тип (перегрузка, короткое замыкание), величина тока короткого замыкания, время отключения, история отключений и др.;
- высокая выключающая способность и безопасность оператора;
- возможность замены главных контактов на месте;
- возможность работы с системами диспетчерского управления и сбора данных (BMS или SCADA).

## Требования к автоматическим выключателям специального исполнения

### Работа в тропическом климате
Автоматические выключатели и дополнительные элементы климатического исполнения Т, ТВ, ТС (тропического, тропического влажного и тропического сухого) испытываются в соответствии со стандартом ИЭК 60068-2-30 путём выполнения 2 рабочих циклов при 55 °C. Конструктивно пригодность выключателей для эксплуатации в жарком и влажном климате обеспечивается благодаря:
- литому изолирующему корпусу, изготовленному из синтетических смол, армированных стекловолокном;
- антикоррозионной обработке основных металлических частей;
- оцинковыванию Fe/Zn 12 (ISO 2081) с защитным слоем, не содержащим шестивалентного хрома, с такой же коррозионной стойкостью согласно требованиям стандарта ISO 4520, класс 2c;
- применению специальной защиты от конденсатообразования для электронных расцепителей и соответствующих аксессуаров.

### Устойчивость к ударному воздействию и вибрации (морское исполнение)
Автоматические выключатели климатического исполнения М выдерживают влияние вибраций, вызванных механическими или электромагнитными воздействиями, величина которых регламентируется стандартом ИЭК 60068-2-6, т.ж. техническими условиями следующих организаций:
- RINA
- Det Norske Veritas
- Bureau Veritas
- Регистр Ллойда
- Germanischer Lloyd
- Nippon Kaiji Kyokai
- Korean Register of Shipping
- ABS
- Российский морской регистр судоходства

Согласно стандарту ИЭК 60068-2-27, автоматические выключатели также испытываются на стойкость к ударным воздействиям до 12 g в течение 11 мс.

### Автоматические выключатели с защитой по току в нейтрали
Исполнение автоматических выключателей с защитой по току нейтрали используется в особых случаях, когда присутствие третьей гармоники на отдельных фазах может привести к очень высокому току в нейтрали. Среди обычных областей применения: установки с нагрузками, имеющими высокие гармонические искажения (тиристорные преобразователи, компьютеры и электронные устройства в целом), системы освещения с большим количеством флуоресцентных ламп, системы с инверторами и выпрямителями, системы бесперебойного электроснабжения (UPS), а также системы для регулирования скорости электродвигателей.

## Выбор автоматических выключателей
Выбор автоматических выключателей производится, исходя из номинального напряжения сети, номинального тока и коммутационной способности отключения токов короткого замыкания. Различают два основных параметра коммутационной способности всех моделей автоматических выключателей, это — номинальный рабочий ток короткого замыкания Ics, отключающая способность по этому параметру определяется в испытательном цикле О-t-CO-t-CO, и предельный (максимальный) ток короткого замыкания Icu, определяемый в испытательном цикле О-t-CO, где О — операция отключения, С — операция включения, СО — последовательный цикл включено-отключено, t — время простоя между циклами включения, равный 3 минутам.
Номинальный эксплуатационный ток короткого замыкания Ics определяет предельную нагрузку на выключатель. В стандарте нет четких преференций и условий, какой из параметров и его значение являются доминирующими при проектировании сетей. Однако при проектировании и использовании выключателей для ответственных объектов и электроприемников первой и выше категорий (государственно важные и социально значимые объекты, предприятия с непрерывной технологией и т. д.) рекомендуется использовать значение номинального рабочего тока короткого замыкания Ics.
Другим важным параметром является номинальный кратковременно выдерживаемый ток короткого замыкания Icw, который определяет способность автоматического выключателя пропускать ток короткого замыкания (устойчивость) за время, в течение которого нижестоящие коммутационные аппараты успевают локализовать место повреждения. Этот параметр крайне важен для обеспечения селективности в сети по условию отключения короткого замыкания.
При проектировании также учитываются категория применения, условия окружающей среды, в том числе средняя температура, специфику установки и монтажа.
Категория применения определяется в зависимости от конструкции выключателей в отношении их применения и требований к селективности. Различают категорию А для выключателей, которые не подразумевают их использования в условиях выбора селективности, то есть применения принципа токоограничения, и категорию В для выключателей, которые проектируются при требованиях селективности коммутационных аппаратов, связанных между собой, в этом случае выключатели отвечают требованиям токоограничения. Для выключателей категории В как раз важно значение номинального кратковременно выдерживаемого тока короткого замыкания Icw.
Принципиальное значение при выборе и проектировании автоматических выключателей имеют защитные характеристики, которые в общем делятся на четыре типа:
- L — защита от перегрузки с уставками, регулируемыми по току и времени для отключения аварий, уставка по времени имеет обратнозависимый характер и обеспечивает регулируемую задержку срабатывания автоматического выключателя при перегрузке;
- S — селективная токовая отсечка с заданными временными характеристиками и возможностью обеспечить линейное изменение I2t характеристики автоматического выключателя;
- I — мгновенная токовая отсечка с уставками, регулируемыми по току;
- G — защита от замыкания на землю с уставками, регулируемыми по току и обратнозависимыми или заданными временными характеристиками.

Характеристики: L — Регулируемая по току и времени защита от перегрузки, S — селективная токовая отсечка, I — мгновенная токовая отсечка.
Защитные функции воздушных автоматических выключателей реализованы в составе электронных блоков защит (чаще всего обозначаются сокращенно OCR — от английского Overcurrent Release).
Современные аппараты оснащены электронным блоком защиты (OCR), который отслеживает действующее (среднеквадратическое) значение тока, протекающего через ACB и обеспечивает ряд дополнительных защитных функций. в отличие от обычного максимального расцепителя тока, которыми ранее комплектовались автоматические выключатели старых поколений. В составе автоматических выключателей в литом корпусе защитные функции могут быть реализованы с помощью электронных расцепителей либо термомагнитных реле.
Благодаря наличию электронных блоков защит (OCR) потребителю не нужно прибегать к нескольким защитным реле, монтируемым на панель — современные выключатели оснащены электронными блоками защит с обратнозависимой выдержкой времени (IDMT). Такой блок защиты срабатывает с выдержкой времени, находящейся в обратной зависимости от значения сверхтока.
Для обеспечения селективности защиты выключателя имеют ряд гибких времятоковых характеристик:
- S. I. — обратнозависимая выдержка времени
- V. I. — очень обратнозависимая выдержка времени
- E. I. — чрезвычайно обратнозависимая выдержка времени

Все характеристики регулируются пользователем и соответствуют стандарту IEC 60255-3. Также доступны стандартные характеристики для защиты трансформаторов и генераторов.
Времятоковые характеристики отражают зависимость времени срабатывания расцепителя от значения сверхтока.